# Lista över naturreservat i Södermanlands län
Lista över naturreservat i Södermanlands län är en förteckning över länets naturreservat. 

## Eskilstuna kommun
- Askholmen
- Ekbacken
- Gökstenen
- Hamra
- Hedlandet
- Herrfallet
- Kronskogen-Stenby äng
- Kvarntorp
- Lövön
- Ridö-Sundbyholmsarkipelagen (del i Södermanlands län)
- Skiren-Kvicken
- Skäret
- Sofiebergsåsen
- Sundbyholmsåsen
- Sundbyholms naturvårdsområde
- Söderfjärden
- Tolamossen
- Varglyan
- Vilsta naturreservat
- Väsbyskogens naturreservat
- Årby
- Åsbymons naturreservat

## Flens kommun
- Aspö naturreservat
- Björknäset (naturreservat)
- Brunnstaåsen
- Bålbergsudden
- Båvenöarna
- Fållökna (naturreservat)
- Henaredalen
- Holmsjöbergs naturreservat
- Jaktstuguskogen
- Kråkholmen (naturreservat)
- Malma (naturreservat)
- Malmköpings naturreservat
- Marsjöns naturreservat
- Rockelstaåsen
- Rosmossen
- Sparreholms ekhagar
- Stenhammar (naturreservat)
- Stora Fjällsjöns naturreservat
- Stubbkärrsvägen naturreservat
- Svalängsskogen
- Åtorpskogen

## Gnesta kommun
- Björndalsbergen
- Djupviken (naturreservat)
- Ehrendal Södra naturreservat
- Ekeby (naturreservat)
- Ehrendal Norra naturreservat
- Haga hage
- Herröknanäs
- Holmsjöskogen
- Hornafjärden
- Hårbyskogen
- Hällesta (naturreservat)
- Igelsjöskogen
- Klövbergets naturreservat
- Krampan
- Lomsjöskogen
- Lugnet (naturreservat, Gnesta kommun)
- Marvikarna (naturreservat)
- Misätters ekhagar
- Nytorpsravinen
- Putbergen
- Tegelbrukshagen
- Tussmötet
- Utnäset (naturreservat, Gnesta kommun)
- Vargmossarna

## Katrineholms kommun
- Båltsnäs naturreservat
- Djupviksberget
- Eknäset
- Fjellskäfte (naturreservat)
- Glindranåsen
- Harpebolnäset
- Hebyåsen
- Himlingeskogen
- Himlingeåsen
- Hisseåsen
- Hvalstaskogen
- Hårskärrmossens naturreservat
- Jägernåsen
- Kokärrets naturreservat
- Lerbo-Biesta naturreservat
- Ormsjöbergen
- Remrödsvikens naturreservat
- Ritorp (naturreservat)
- Skirtorpssjön (naturreservat)
- Slängbäckens naturreservat
- Stenstorps hagkärr
- Stora Fjällsjöns naturreservat
- Strandhagen (naturreservat)
- Tolmon
- Väsby (naturreservat)
- Västra Kulltorp (naturreservat)
- Ändebols naturreservat

## Nyköpings kommun
- Berga kulle naturreservat
- Brännsjöarna naturreservat
- Båvenöarna
- Bärstakärret
- Dagnäsöns naturreservat
- Fjällmossens naturreservat (del i Södermanlands län)
- Fräkenkärret (naturreservat)
- Fyrbergets naturreservat
- Hartsö (naturreservat)
- Hornafjärden
- Horsviks naturreservat
- Hållet-Marieberg-Stenbro
- Janstorpsskogen
- Koholmens naturreservat
- Labro ängar naturreservat
- Linuddens naturreservat
- Ljuvalund
- Långmossens naturreservat
- Långö (naturreservat)
- Masungsskogen
- Nynäs naturreservat
- Nävekvarns klint
- Nävsjön (naturreservat)
- Pilthyttedammens naturreservat
- Ramunds bäck
- Ringsö naturreservat
- Ryssbergen (naturreservat, Nyköpings kommun)
- Rågö
- Sanda holme naturreservat
- Segelstamosse
- Sigils bänkar
- Simonbergets naturreservat
- Sjösakärren
- Sjöskogens naturreservat
- Skogsbyås naturreservat
- Skåravikens naturreservat
- Stendörrens naturreservat
- Stocksunds naturreservat
- Stora Bergö (naturreservat)
- Stora Bötets naturreservat
- Storhultet
- Strandstuvikens naturreservat
- Sundsudde naturreservat
- Svalstaskogen
- Svanviken-Lindbacke
- Sävö (naturreservat)
- Timmermon
- Tore grav
- Utnorsskogen
- Trollskogens naturreservat
- Uttervik (naturreservat)
- Vretaån
- Vurstusbacken
- Åboravinens naturreservat
- Älgesta (naturreservat)
- Ängbacken (naturreservat)
- Örstigsnäs naturreservat

## Oxelösunds kommun
- Femöre naturreservat
- Fågelskär naturreservat

## Strängnäs kommun
- Bresshammars hage
- Bråtön (naturreservat)
- Gallsjömossen
- Gorsingeholm (naturreservat)
- Gripsholms hjorthage
- Götön (naturreservat)
- Härnöängen
- Kalkbro
- Krampan
- Lenellstorpkärret
- Lindön (naturreservat, Strängnäs kommun)
- Långaedets naturreservat
- Magsjöberg
- Magsjötorp (naturreservat)
- Norrby kyrkskog
- Nybble holme
- Ridö-Sundbyholmsarkipelagen
- Segersöns naturreservat
- Stampmossen
- Stora Härnön
- Svartsjömyren
- Tingstuhöjdens naturvårdsområde
- Torparudden
- Tynnelsö Djurgård
- Tynnelsö Prästholmen
- Tynäs ekhagar
- Åsbyåsens naturreservat

## Trosa kommun
- Askö
- Bokö-Askö naturreservat
- Bokö-Oxnö naturreservat
- Furholmen
- Kråmö naturreservat
- Lacka naturreservat
- Luckebols naturreservat
- Lånestaheden
- Lotsängsbacken
- Norets naturreservat
- Nynäs naturreservat
- Persö naturreservat
- Stensunds naturreservat
- Södra Lämunds naturreservat
- Tomtaklintskogens naturreservat
- Tullgarns naturvårdsområde ?södert'lje?
- Tyvuddens naturreservat

## Vingåkers kommun
- Igelbålen (naturreservat)
- Perstorpsskogen
- Tomsängen